# Петар Озгијан
Петар Озгијан (Дубровник, 1932 — Загреб, 1979) био је српски композитор, јерменског порекла.

## Биографија
Петар Озгијан је рођен у Дубровнику 1932. године. Дипломирао је 1959. и магистрирао 1964. композицију у класи Станојла Рајичића на Музичкој академији у Београду (сада Факултету музичке уметности). Предавао је теоријске предмете у Музичкој школи Славенски 1959. до 1964, а потом на Музичкој академији у Београду) од 1964. до 1979. Године 1963. написао је теоријску студију "Развој и облици каденце у европској музици" (постхумно објављена 1985). Његово музичко стваралаштво првенствено је усмерено на инструменталну музику. Проучавајући Озгијанов опус, Властимир Перичић истиче како су дела из раног композиторовог опуса блиска неокласичном стилу по чврстој формалног грађи и тоналном хармонском језику. У остварењима из касније фазе Озгијан излази из оквира класичне форме и тоналности, уступивши место смелом изразу једне савремене емотивности. Петар Озгијан је умро 1979. године.

## Дела
Међу значајнија дела убрајају се: Poema eroico за велики оркестар (1959), Медитације за два клавира, гудаче и удараљке (1962), Концерт за оркестар Siluete (1963), Sigogis за оркестар (1967), Diferencias за виолину и оркестар(1970), Гудачки квартет (1972), Симфонија ’75 (1975), Инструменталне песме за женски хор (1977), Nocturno за гудаче (1977). Композиција За Миму (1978) посвећена је српском кларинетисти Миленку Стефановићу.

## Награде
Међу признањима издвајају се Награда "Стеван Христић" (за дело Poema eroico) и Октобарска награда града Београда (за дело Nocturno) додељена постхумно 1979. године.